# アントニオ・リベリ
アントニオ・リベリ（イタリア語：Antonio Riberi, 1897年6月15日 - 1967年12月16日）は、カトリック教会のモナコ人枢機卿。中国の教皇大使を始めとして5代目のアイルランドの教皇大使、そして1962年からその死までスペインの教皇大使を務め、1967年には枢機卿に挙げられた。

## 生涯
モンテカルロに生まれ、イタリアのクーネオの神学校、ローマの教皇庁立グレゴリアン大学、教皇庁立教会アカデミーで学び、1922年6月29日に司祭に叙階された。1925年までベルガモでさらに学究を深めた。1925年から1930年にかけてボリビアの教皇大使館の随行員、秘書を務めた。1925年5月1日にはモンシニョールの位に挙げられ、1930年にはアイルランド教皇大使館の領事となった。
1934年8月13日にはダラの名義司教に任命され、司教聖別をその年の10月28日に、ピエトロ・フマゾーニ・ビオンディ枢機卿、及び共同司式者としてジュゼッペ・ピッツァルド大司教とカルロ・サロッティ大司教から受けた。同じ年の11月4日には、福音宣教省に従属していたアフリカンミッションへの教皇使節に指名された。この間、ケニアのモンバサに居住した。1939年から1946年まで第二次世界大戦の戦争捕虜や負傷兵へのローマ教皇庁による支援事業を率いた。
1946年7月6日には中国への教皇大使に任命され、中国共産党から独立した教会への請願を受けて、1951年には「ローマ・カトリック教会は超自然的で国境や政治的差異により分割出来るものではなく、いわゆる自立したカトリック教会は単に離教的な教会であり、真実かつ唯一の普遍的な教会ではない」と宣言した。リベリは中華人民共和国により、その年の9月に「諜報活動」により追放され、「私は悲しみの内に去るが、私の祈りは常に中国人や、司祭、修道女そして信者のためのものです」と発言した。1959年2月19日にはアイルランドの教皇大使に、1962年4月28日にはスペインの教皇大使となった。1962年から1965年にかけ第2バチカン公会議に出席した。
教皇パウロ6世により1967年6月26日には枢機卿に挙げられるが、半年足らず後に70歳でローマで逝去し、親族の墓があるリモーネ・ピエモンテに葬られた。